# Le Grand-Quevilly
Le Grand-Quevilly là một xã thuộc tỉnh Seine-Maritime trong vùng Normandie miền bắc nước Pháp.